# Brielow
Brielow ist ein Ortsteil der Gemeinde Beetzsee  im Landkreis Potsdam-Mittelmark im Land Brandenburg und ist Teil des Amtes Beetzsee. Das Straßendorf wurde erstmals 1290 urkundlich erwähnt. Südlich liegt der Wohnplatz Brielow Ausbau, nördlich der Wohnplatz Radewege Siedlung. 2002 schlossen sich Radewege, Brielow und Marzahne zur Gemeinde Beetzsee zusammen. 2008 wechselte Marzahne in die Stadt Havelsee. Brielow liegt an der Bahnstrecke Roskow–Brandenburg-Altstadt.

## Sehenswürdigkeiten

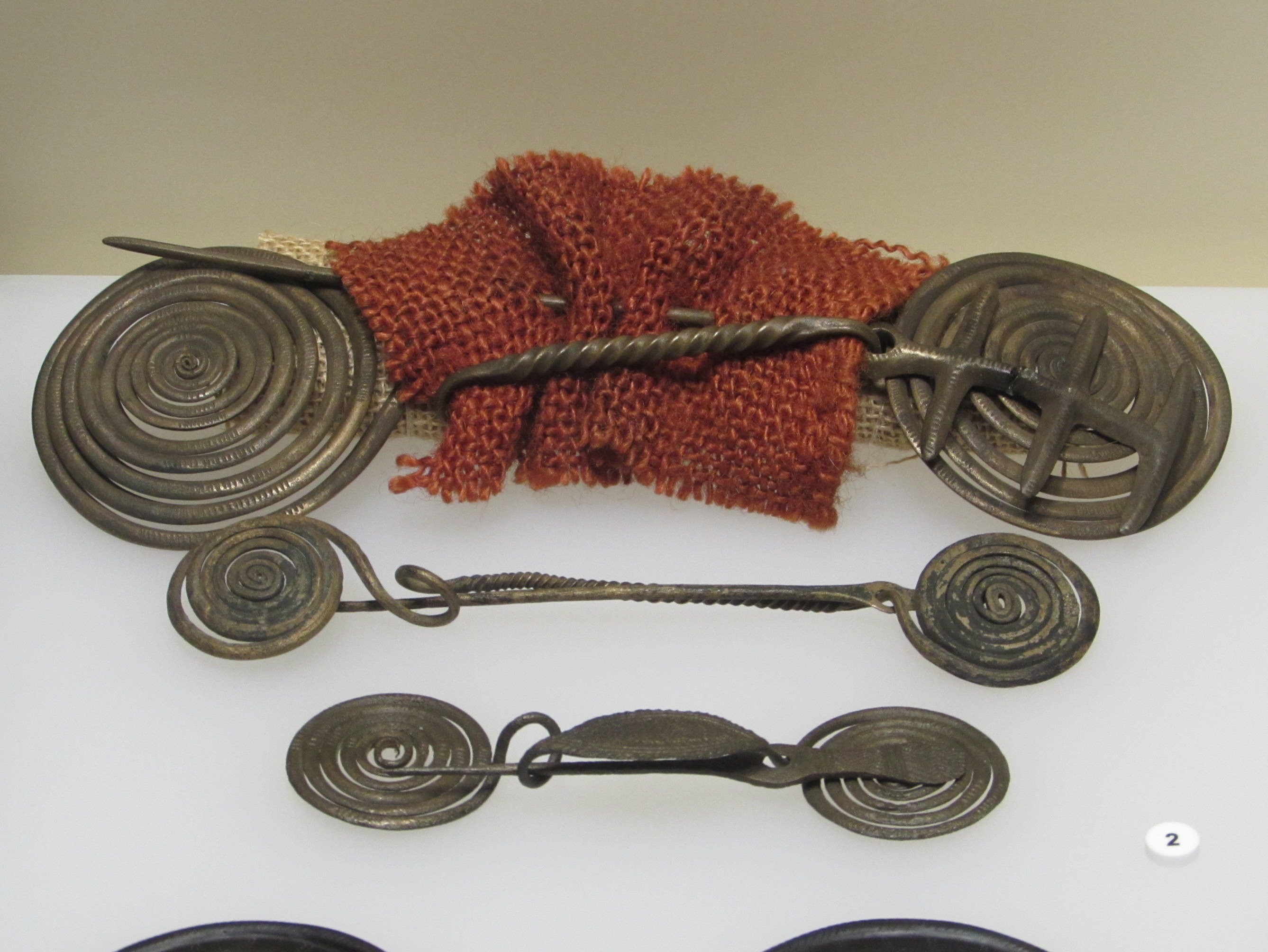
Spiralplattenfibel aus Brielow – oben – Archäologisches Landesmuseum Brandenburg

Die Dorfkirche Brielow ist eine Saalkirche. Sie trägt keinen Namen. Im Mittelalter war die Pfarre Brielows Mutterkirche der Kirche Radewege. Der älteste erhaltene Teilbau der Kirche ist der barocke Turm, der nach verschiedenen Quellen aus dem Jahr 1690 beziehungsweise 1769 stammen soll. Im Jahr 1873 wurde er baulich verändert und verputzt. Ebenfalls aus dem Jahr 1873 stammt das neoromanische Kirchenschiff.
Die Schwedenlinde unmittelbar nördlich der Dorfkirche Brielow ist ein Naturdenkmal. Es handelt sich bei ihr um eine 400 bis 500 Jahre alte Linde, die einer lokalen Legende nach Schwedenlinde heißt, da unter ihr ein während des Dreißigjährigen Krieges gefallener schwedischer Offizier beerdigt worden sein soll.
An der Gemeindegrenze zur Stadt Brandenburg befinden sich die als Bodendenkmal geschützten Schwedenwälle beziehungsweise Schwedenschanzen. Diese sind eine spätmittelalterliche beziehungsweise frühneuzeitliche Verteidigungsanlage zwischen dem nördlichen Bohnenländer See und dem Görnschen Bruch Brielow. Die beiden Wälle und drei Gräben wurden von der Altstadt Brandenburg als Landwehr angelegt und später im Zuge des Dreißigjährigen Krieges vom Volksmund mit ihrem heutigen Namen benannt.
Weitere Sehenswürdigkeiten finden sich in der Liste der Baudenkmale in Beetzsee.